# Августів (гміна)
Гміна Августів (пол. Gmina Augustów) — сільська гміна у східній Польщі. Належить до Августівського повіту Підляського воєводства.
Станом на 31 грудня 2011 у гміні проживало 6882 особи.

## Територія
Згідно з даними за 2007 рік площа гміни становила 266.52 км², у тому числі:
- орні землі: 59.00%
- ліси: 31.00%

Таким чином, площа гміни становить 16.07% площі повіту.

## Населення
Станом на 31 грудня 2011:
| Опис     | Загалом | Загалом | Чоловіки | Чоловіки | Жінки | Жінки |
| -------- | ------- | ------- | -------- | -------- | ----- | ----- |
| одиниця  | осіб    | %       | осіб     | %        | осіб  | %     |
| все      | 6882    | 100     | 3556     | 51.67    | 3326  | 48.33 |
| міське   | 0       | 100     | 0        |          | 0     |       |
| сільське | 6882    | 100     | 3556     | 51.67    | 3326  | 48.33 |

## Сусідні гміни
Гміна Августів межує з такими гмінами: Барґлув-Косьцельни, Каліново, Новінка, Пласька, Рачкі, Штабін.